# Farriolla distans
Farriolla distans är en svampart som beskrevs av Norman 1885. Farriolla distans ingår i släktet Farriolla, divisionen sporsäcksvampar och riket svampar.   Inga underarter finns listade i Catalogue of Life.